# دلال المغربي
دلال المغربي (1958-1978) فدائية فلسطينية ولدت عام 1958 في مخيم اللاجئين صبرا القريب من بيروت من أم لبنانية وأب يافاوي الأصل من الفلسطينيين الذين لجأوا إلى لبنان في أعقاب النكبة عام 1948. تلقت دراستها الابتدائية في مدرسة يعبد ودرست الإعدادية في مدرسة حيفا وكلتا المدرستين تابعتان لـوكالة غوث اللاجئين الفلسطينيين في بيروت.
نشطت في تنظيم الثانويات الذي قاده علي أبو طوق وأصبحت من الكتيبة الطلابية، شاركت في عملية عسكرية معروفة بعملية كمال عدوان في المنطقة الساحلية بين مدينتي حيفا وتل أبيب في 14 مارس 1978، أسفر الهجوم عن مقتل 36 إسرائيلياً. كما قُتلت المغربي مع ثمانية مسلحين آخرين أثناء العملية. وقد جرت الإشادة بها كشهيدة وبطلة قومية بين بعض الفلسطينيين بينما في إسرائيل وبعض الدول الأخرى المؤيدة للاحتلال الإسرائيلي يُنظر إليها على أنها إرهابية. كانت على قائمة الجثامين التي طالب بها حزب الله اللبناني في إطار صفقة لتبادل الأسرى أُبرمت مع إسرائيل في 17 تموز 2008 ولكن فحوص الحمض النووي (DNA) أظهرت عدم إعادة الجثمان، وأن الجثث المعادة هي لأربعة قتلى مجهولي الهوية، ولا يزال جثمانها غير معروف المكان.

## نشأتها
ولدت ونشأت في مخيم صبرا للاجئين الفلسطينيين في بيروت، لبنان. كان والدها لاجئًا فلسطينيًا ووالدتها لبنانية. قررت دلال مغربي، التي كانت في الأصل كممرضة، أن تكرس حياتها للسياسة عندما اندلعت الحرب الأهلية اللبنانية في عام 1975. انضمت إلى فتح وبدأت العمل في خدمة اتصالات المنظمة. شاركت في القتال ضد الجيش السوري في الجبال جنوب شرق بيروت عندما دخلت القوات السورية لبنان عام 1976 لمساعدة الكتائب وحلفائهم. في عام 1977 أنهت دورة تدريبية لمدة ثلاثة أشهر لتصل برتبة ملازم. وقد عرضت عليها المنظمة في إيطاليا أن تكون مسؤولة سياسية تعمل في مكتب منظمة التحرير الفلسطينية، ولكنها رفضت.

## تفاصيل العملية
تركت دلال المغربي التي بدت في الصورة وباراك يشدها من شعرها وهي أمام المصورين وصية تطلب فيها من رفاقها «المقاومة حتى تحرير كامل التراب الفلسطيني». ثلاثون عامًا ويزيد مرت على «عملية الساحل» التي قامت بها دلال المغربي بتخطيط من خليل الوزير «أبو جهاد»، المعروف باسم جهاز القطاع الغربي الجناح العسكري لحركة التحرير الوطني الفلسطيني فتح.
الجيش الإسرائيلي لم يتوقع أن تصل الجرأة الفلسطينية إلى تلك الدرجة، وكان عام 1978 عامًا سيئًا على الثورة الفلسطينية فقد تعرضت إلى عدة ضربات وفشلت لها عدة عمليات عسكرية وتعرضت مخيماتها في لبنان إلى مذابح وأصبح هناك ضرورة ملحة للقيام بعملية نوعية وجريئة لضرب إسرائيل في قلب عاصمتها فكانت عملية كمال عدوان التي وضع خطتها القائد أبو جهاد. وكانت تقوم على أساس القيام بإنزال على الشاطئ الفلسطيني والسيطرة على حافلة عسكرية والتوجه إلى تل أبيب لمهاجمة مبنى الكنيست الذي كان في حينه هناك، حيث كانت عملية فدائية استشهادية ومع ذلك تسابق الشباب على الاشتراك فيها وكان على رأسهم دلال المغربي ابنة العشرين ربيعا وتم فعلًا اختيارها رئيسة للمجموعة التي ستنفذ العملية والمكونة من ((12-14) مختلف على العدد وبينهم لبناني وآخر يمني كان يحلم بالصلاة في المسجد الأقصى) بالإضافة إلى دلال عرفت العملية باسم «عملية كمال عدوان» وهو القائد الفلسطيني عضو اللجنة المركزية لفتح الذي استشهد مع كمال ناصر وأبو يوسف النجار في بيروت، حيث كان وزير الجيش الإسرائيلي وقتها إيهود باراك رئيسا للفرقة التي تسلّلت آنذاك إلى بيروت متخفّيا بِزيّ امرأة واضعا شعرا مستعارا وقتلتهم في بيوتهم في حي الفرداني في قلب بيروت وعرفت الفرقة التي قادتها دلال المغربي باسم فرقة دير ياسين. في صباح يوم 11 آذار 1978 نزلت دلال مع فرقتها الفدائية. ركبت مجموعة دير ياسين سفينة نقل تجارية تقرر أن توصلهم إلى مسافة 12 ميل عن الشاطئ الفلسطيني ثم استقلت المجموعة زوارق مطاطية تصل بهم إلى شاطئ مدينة يافا القريبة من تل أبيب حيث مقر البرلمان الهدف الأول للعملية غير أن رياح البحر المتوسط كانت قوية في ذلك اليوم فحالت دون وصول الزوارق إلى الشاطئ في الوقت المحدد لها الأمر الذي دفع بالزورقين المطاطيين إلى البقاء في عُرض البحر ليلة كاملة تٌقاذفها الأمواج حتى لاحت أضواء تل أبيب ووصلوا إلى الشاطئ في منطقة غير مأهولة ونجحت عملية الإنزال والوصول إلى الشاطئ ولم يكتشفها الإسرائيليون حيث لم تكن إسرائيل تتوقع أن تصل الجرأة بالفلسطينيين القيام بإنزال على الشاطئ على هذا النحو كما نجحت دلال وفرقتها في الوصول إلى الشارع العام المتجه نحو تل أبيب ثم تجاوزت مع مجموعتها الشاطئ إلى الطريق العام قرب مستعمرة (معجان ميخائيل) حيث تمكّنت دلال المغربي ومجموعتها من إيقاف سيارة باص كبيرة بلغ عدد ركابها ثلاثين راكبا وأجبروها على التوجه نحو تل أبيب. في أثناء الطريق استطاعت المجموعة السيطرة على باص ثاني ونقل ركابه إلى الباص الأول وتم احتجازهم كرهائن ليصل العدد إلى 68 رهينة.
كان الهجوم يخيم على وجوه الرهائن إذ لم يخطر ببالهم رؤية فدائيين على أرض فلسطين، وخاطبتهم قائلة: «نحن لا نريد قتلكم نحن نحتجزكم فقط كرهائن لنخلص إخواننا المعتقلين في سجون دولتكم المزعومة من براثن الأسر»، وأردفت بصوت خطابي نحن شعب يطالب بحقه بوطنه الذي سرقتموه ما الذي جاء بكم إلى أرضنا؟ وحين رأت دلال ملامح الاستغراب في وجوه الرهائن سألتهم: هل تفهمون لغتي أم أنكم غرباء عن اللغة والوطن!!! هنا ظهر صوت يرتجف من بين الرهائن لفتاة قالت إنها يهودية من اليمن تعرف العربية، فطلبت دلال من الفتاة أن تترجم ما تقوله للرهائن ثم أردفت دلال تستكمل خطابها بنبرات يعلوها القهر: لتعلموا جميعا أن أرض فلسطين عربية وستظل كذلك مهما علت أصواتكم وبنيانكم على أرضها. ثم أخرجت دلال من حقيبتها علم فلسطين وقبلته بكل خشوع ثم علقته داخل الباص وهي تردد....
بلادي... بلادي... بلادي ** لك حبي وفؤادي
فلسطين يا أرض الجدود ** إليك لا بد أن نعود
عند هذه المرحلة اكتشفت القوات الإسرائيلية العملية فجندت قطع كبيرة من الجيش وحرس الحدود لمواجهة الفدائيين وسعت لوضع الحواجز في جميع الطرق المؤدية إلى تل أبيب لكن الفدائيين تمكنوا من تجاوز الحاجز الأول ومواجهة عربة من الجنود وقتلهم جميعا الأمر الذي دفع بقوات الاحتلال إلى المزيد من تكثيف الحواجز حول الطرق المؤدية إلى تل أبيب غير أن الفدائيين استطاعوا تجاوز حاجز ثان وثالث حتى أطلّوا على مشارف تل أبيب فارتفعت روحهم المعنوية أملا في تحقيق الهدف لكن قوات الاحتلال صعدت من إمكاناتها العسكرية بمزيد من الحشود لمواجهة ثلاثة عشر فدائيا تقودهم فتاة أطلّوا من خلف الشتات بأسلحة خفيفة صمدت في وجه دباباتهم فتمركزت الآليات العسكرية المدرعة قرب نادٍ ريفي اسمه (كانتري كلوب) وأصدر إيهود باراك قائد الجيش اليوم المواجه للعملية آنذاك، أوامره بإيقاف الباص بأي ثمن.
فعملت قوات الاحتلال على تعطيل إطارات الباص ومواجهته بمدرعة عسكرية لإجباره على الوقوف.. حاولت المجموعة الفدائية مخاطبة الجيش بهدف التفاوض وأملا في ألا يصاب أحد من الرهائن بأذى لكن جيش الاحتلال رفض أن يصغي لصوت الفتاة اليهودية المغربية التي حاولت محادثتهم من نافذة الباص بل إن الجيش أعلن عبر مكبرات الصوت أن لا تفاوض مع جماعة (المخربين) وأن عليهم الاستسلام فقط.
ثم أصدرت دلال أوامرها للمجموعة بمواجهة قوى الاحتلال وجرت معركة عنيفة ضربت خلالها دلال المغربي ومجموعتها نماذج في الصمود والجرأة في الأوقات الصعبة عندما نجحت في اختراق الجيش ومقاتلته بأسلحتها البسيطة التي استخدمتها في آن واحد. أصيبت دلال واستشهد ستة من المجموعة وبدأ الوضع ينقلب لمصلحة الجيش خاصة وأن ذخيرة المجموعة بدأت في النفاذ. كانت قوات الاحتلال خلال هذا المشهد تطلق قذائفها غير مبالية باليهود الرهائن المحتجزين بالباص، فسقطوا بين قتيل وجريح وظهر للمجموعة أن الوضع أخذ في التردي خاصة وأن دلال أصيبت إصابة بالغة.
استشهدت دلال المغربي ومعها أحد عشر من الفدائيين بعد أن كبّدت جيش الاحتلال حوالي (30 قتيلا وأكثر من 80 جريحا) كرقم أعلنته قوات الاحتلال، أما الاثنين الآخرين فتقول الروايات إنه نجح أحدهما في الفرار والآخر وقع أسيرا متأثرا بجراحه فأقبلت قوات الاحتلال بشراسة وعنجهية على الأسير الجريح تسأله عن قائد المجموعة فأشار بيده إلى دلال وقد تخضبت بثوب عرسها الفلسطيني، لم يصدق إيهود براك ذلك فأعاد سؤاله على الأسير الجريح مهددا ومتوعدا فكرر الأسير قوله السابق: إنها دلال المغربي. فأقبل عليها إيهود باراك يشدها من شعرها ويركلها بقدمه بصلف ظالم لا يقر بحرمة الأموات.
تركت دلال المغربي التي بدت في الصورة وباراك يشدها من شعرها وهي أمام المصورين وصية تطلب فيها من رفاقها المقاومة حتى تحرير كامل التراب الفلسطيني.....

### أسماء المحاربين
- دلال سعيد المغربي {جهاد} مواليد بيروت،(20) عام، المفوض السياسي للمجموعة، أصيبت برصاصة فوق عينها اليسرى واستشهدت.
- محمود علي أبو منيف {أبو هزاع} مواليد نابلس، 1960، قائد المجموعة، أصيب في جبهته واستشهد.
- الأسير حسين فياض {أبو جريحة} مواليد غزة - خان يونس 1960، أوكلت له قيادة المجموعة بعد إصابة أبو هزاع بدوار، وبقي القائد حتى بعد تحسن حالة أبو هزاع، تم اعتقاله بعد العملية وحكم عليه بالمؤبد.
- أبـو الرمــز.. (18) عام، أشجع أفراد المجموعة، تظاهر بالاستسلام للقوات الإسرائيلية وعندما اقتربوا منه التقط الكلاشينكوف المعلق بكتفه وقتل مجموعة من القوات الإسرائيلية، أصيب بعدها واستشهد
- الأسير خالد محمد إبراهيم {أبو صلاح} مواليد الكويت (18) عام، أصيب في يده، تم اعتقاله بعد العملية وحكم عليه بالمؤبد.
- حسين مراد {أسامة} مواليد المنصورة 1961،15 عام، لبناني الأصل، أصغر أفراد المجموعة سناً، أصيب بطلقة في رأسه واستشهد.
- محمد حسين الشمري {أبو حسن} مواليد شمر - اليمن 1958،(18) عام، يمني الأصل، ارتبط مع الفلسطينيين بوشائج الدم، كان مواظباً على الصلوات الخمس، كان يحب فتاة فلسطينية اسمها فاطمة كان سيتزوجها بعد العملية، حتى يحقق أمنيته بأن يصبح الفلسطينيون أخوال أولاده، أصيب أثناء العملية بكسر في قدمه اليمنى ثم أصيب برصاصة أدت إلى استشهاده
- خالد عبد الفتاح يوسف { عبد السلام} مواليد طولكرم 1957، (18) عام، غرق قبل أن تصل المجموعة إلى هدفها وذلك بعد أن انقلب الزورق الذي كان يستقله هو ورفاقه فنجا بعضهم وغرق هو وفدائي آخـر واستشهدا.
- عبد الرؤوف عبد السلام علي {أبو أحمد} مواليد صنعاء - اليمن 1956، يمني الأصل، غرق بعد أن انقلب الزورق.
- محمد محمود عبد الرحيم مسامح {فاخر النحال} مواليد طولكرم 1959، فلسطيني من مواليد الكويت، قناص من الدرجة الأولى أصيب في عينه برصاصة قاتلة أدت إلى استشهاده.
- عامر أحمد عامرية {طارق بن زياد} مواليد المنية - طرابلس 1953، لبناني الأصل، استشهد بعد إصابته برصاصة قاتله.
- محمد راجي الشرعان {وائل} مواليد صيدا 1957، 17 عام، دائم الابتسام حتى خلال العملية، أصيب برصاصة في بطنه أدت إلى استشهاده.
- يحيى محمد سكاف {أبو جلال} لبناني، مواليد المنية - طرابلس 1959 أُصيب في العملية، شهادات الصليب الأحمر تقول إنه كان محتجزاً في سجون الاستخبارات العسكرية وإسرائيل لم تعترف بوجوده في سجونها ومتوقع تسليم جثمانه في صفقة التبادل

## وصيتها
وقد تركت دلال وراءها وصية بخط يدها تطلب فيها من المقاتلين حملة البنادق تجميد جميع المتناقضات الثانوية وتصعيد المتناقض الرئيسي مع سلطات الاحتلال وتوجيه البنادق إليها، وقد استشهدت فداءً لما أوصت به، فقدمت حياتها دفاعاً عن ثرى وطنها.
كتب الشاعر والأديب العربي نزار قباني مقالاً بعد العملية قال فيه: إن دلال أقامت الجمهورية الفلسطينية ورفعت العلم الفلسطيني، ليس المهم كم عمر هذه الجمهورية، المهم أن العلم الفلسطيني ارتفع في عمق الأرض المحتلة، على طريق طوله (95) كم في الخط الرئيسي في فلسطين.